# Procyoninae
Procyoninae vormen een van de twee onderfamilies van de familie wasberen (Procyonidae). 
De onderfamilie omvat uit 4 geslachten:
- Katfretten (Bassariscus)
- Procyon
- Neusberen (Nasua)
- Kleine neusberen (Nasuella)